# Chính kịch
Chính kịch là một thể loại nghệ thuật.

## Ra đời
Chính kịch ra đời khá muộn, là loại hình thứ 3 ra đời sau bi kịch và hài kịch. Từ cổ đại Hy Lạp đến thời kỳ chủ nghĩa cổ điển, giữa hài kịch và bi kịch có ranh giới vô cùng nghiệm ngặt, không thể trộn lẫn. Bi kịch là dành cho giới quý tộc, hài kịch thuộc về tầng lớp bình dân. Chính kịch ra đời trên nền tảng có thể bao gồm cả hai nguyên tố bi & hài, nhưng không bị những nguyên tắc của 2 thể loại này ràng buộc, sử dụng linh hoạt của cả hai yếu tố để nâng cao hiệu suất để thích ứng với yêu cầu phát triển bộ phim.
Chính kịch manh nha xuất hiện từ thế kỷ 16, do nhà làm phim người Ý Badi Long Fairy Rini nỗ lực khởi xướng.
Thế kỷ 18 nhà tư tưởng Pháp Diderot và nhà viết kịch Beaumarchais gọi chính kịch như là một "thể loại nghiêm túc", ủng hộ mạnh mẽ thể loại này.

## Lịch sử
Ban đầu, chính kịch bị chủ nghĩa cổ điển phủ nhận. Nhưng đến thế kỷ 18, xuất hiện một số bộ, điển hình bộ "Huyền thoại của Shakespeare", rất khó quy về 1 trong 2 thể loại là hài kịch hay bi kịch.
Đến thế kỷ 18, thời kỳ của phong trào Khải Mông, nhà triết học, mỹ thuật người Pháp De der Rohe viết kịch bản "Đứa con riêng", bày tỏ chủ trương thành lập thể loại nghiêm túc, một loại hình "nằm giữa hai cực đối lập bi kịch và hài kịch". Trong đó nêu rõ thể loại này "Đề tài là rất quan trọng, nội dung phải đơn giản và bao gồm tính chất gia đình, hơn thế phải tiếp cận được với hiện thực cuộc sống". Những điều mà ông nói chính là một "loại hình nghiêm túc", sau này phát triển trở thành "chính kịch".

## Đặc điểm

### Nhân vật
Kết hợp đặc điểm của cả nhân vật trong bi kịch và nhân vật trong hài kịch.
Tuy chính kịch được gọi là "thể loại nằm giữa bi kịch và hài kịch", nhưng nó không có ý nghĩa là đem 2 yếu tố bi và hài kết hợp vào một bộ phim.
Trong phim chính kịch, phương diện tích cực và tiêu cực của cuộc sống đều có thể trở thành đối tượng phản ánh. Nhân vật chính trong phim chính kịch có thể giống như nhân vật trong phim bi kịch, đem yêu cầu tất yếu của lịch sự trở thành mục đích cá nhân, có ý thức tự giác, dùng hành động của mình biến mục tiêu trở thành hiện thực; cũng có thể giống như nhân vật trong phim hài kịch, mất đi lý tính và theo đuổi những mục tiêu không có ý nghĩa hoặc khả năng thực hiện. Nhân vật trong phim chính kịch vừa có ý nghĩ nghiêm túc, niềm tin chân thành, tư tưởng tình cảm phức tạp như trong phim bi kịch, vừa có sự tự tin phóng khoáng của những nhân vật trong phim hài kịch; nhân vật chính kịch sẽ có khuyết điểm, hạn chế của mình song họ không phải kẻ ngốc không biết gì như phim hài kịch.
Nhân vật trong phim chính kịch tự tạo lập cuộc sống cá nhân, đi theo ý chí bản thân, điều đó không chỉ biểu hiện bằng việc nỗ lực hành động để đạt được mục đích của bản thân, mà còn trải qua đấu tranh nội tâm, có ý thức tự giác, phản tư, thế giới tinh thần phong phú.
Chính vì vậy, cuộc đời của nhân vật, kết cục của câu chuyện trong phim chính kịch có tính toàn vẹn hơn.

### Đặc điểm khác
Chính kịch là loại hình nghệ thuật tiếp cận gần gũi hơn với đời sống nhân dân, trong lịch sử bi kịch thường chỉ dành cho tầng lớp quý tộc, hài kịch thuộc về dân thường thấp kém, do yếu tố dung hòa giữa 2 thể loại nên phạm vi, đối tượng mà chính kịch hướng tới cũng rộng lớn hơn, đồng thời phản ánh được những câu chuyện, tính cách, tình cảm phức tạp và phong phú hơn.
Chính kịch luôn cần có mục đích đạo đức, nhưng không thể chỉ thuyết giáo suông mà phải lấy tình cảm con người để cảm động khán giả.
Phim chính kịch có nhiều phim chuyển thể từ các tiểu thuyết văn hóa lịch sử nổi tiếng. Khi làm phim về lịch sử, cần phải đứng trên góc độ lịch sử, bày tỏ thái độ đối với chủ nghĩa lịch sử, các chi tiết và nhân vật có thể gia công thêm một chút hư cấu song cần đáp ứng yêu cầu tất yêu của lịch sử. Tình tiết phim chính kịch phải hợp tình hợp lý, đảm bảo các nguyên tắc đạo đức.

## Phân loại phim chính kịch
Phim chính kịch là một thể loại phim có nội dung chủ yếu nói về quá trình phát triển bề sâu trong tâm thức của nhân vật khi phải đối mặt với các vấn đề về tình cảm. Các vấn đề nói trên có thể kể đến như: chứng nghiện rượu, nghiện ma túy, ngoại tình, khó xử vì quy tắc đạo đức, phân biệt chủng tộc, không khoan dung về tôn giáo, tình dục, đói nghèo, phân biệt giai cấp, bạo hành phụ nữ hoặc nạn tham nhũng; chúng làm nhân vật sinh ra mâu thuẫn với chính bản thân, người khác, xã hội hay thậm chí là với các quy luật tự nhiên. Phim chính kịch là một trong những thể loại điện ảnh rộng nhất, có nhiều thể loại phụ như phim lãng mạn, phim thể thao, phim dài tập, phim pháp lý và phim hình sự.

### Phim chính kịch truyền hình

#### Phim lịch sử
Cũng là thể loại khởi nguồn của chính kịch: "The Tempest", "Ăn miếng trả miếng" của Shakespeare.
Đây là các bộ phim hoành tráng về mọi mặt. Nội dung chính đa số là về các vị Hoàng đế nổi tiếng trong lịch sử các quốc gia.
Những tình tiết trong phim được xây dựng gần sát với chính sử, được đa số giới học thuật chấp nhận. Ngoài ra dòng phim này còn khai thác những tiểu thuyết chính sử làm nền tảng cho kịch bản.

#### Chính kịch xã hội
Đây là dòng phim chiếm một số lượng lớn trong dòng chính kịch. Nó đi sâu và khai thác rất nhiều chủ đề, có thể phân làm ba nhánh chính: thể loại phim hình sự phá án, phim tâm lý xã hội và phim gia đình.
Những vở kịch của Ibsen được coi là thể loại chính kịch xã hội quan trọng: "Nhà của một búp bê", "Kẻ thù của nhân dân", "Ghosts" và "Cột trụ xã hội" là đại diện.
Ngoài ra, một số vụ án nổi tiếng trong xã hội cũ cũng tạo nên những bộ phim chính kịch kinh điển.

##### Phim hình sự phá án
Nội dung chính là phá các vụ án trong lĩnh vực phòng chống ma túy, tội phạm hình sự… Nói chung là cuộc tranh đấu giữa chính và tà, đại diện một bên là cảnh sát bên còn lại là tội phạm. Nhưng không phải vì thế mà nội dung rập khuôn và không hấp dẫn. Mỗi bộ phim có thể là gồm nhiều vụ án hay một vụ kéo dài cả bộ phim đều khiến khán giả tập trung không bỏ sót một tập nào. Tỉnh tiết trong phim có một sự kết nối vô cùng chặt chẽ cũng nhưng bất ngờ khi được bật mí gây sốc không ít. Tuy nhiên có một cá biệt đó là chủ đề tham nhũng trong kinh tế chính trị. Những bộ phim thuộc chủ đề này thường có cấu tứ không kém gì dòng phim phá án hình sự với nội dung khá là sắc bén. Nó không thiên hẳn về đấu tranh giữa chính và tà mà còn là sự dằng xé nội tâm, những bước đi tới bình minh hay xuống thẳng địa ngục của từng nhân vật.

##### Phim tâm lý xã hội
Phim khai thác các vấn đề mang tính xã hội vào thời điểm hiện tại và quá khứ. Nói nôm na là đề cập tới các vấn đề nổi cộm trong xã hội vào thời điểm đó ví dụ như chuyện học hành thi cử hay chuyện an sinh xã hội. Hay là những vấn đề tạo dấu ấn lớn trong xã hội ở thời kỳ trước. Dòng phim này có thể làm theo lối hài kịch để bớt căng thẳng, tô đậm tính cách nhân vật tạo tình huống hài nhưng vẫn xoay quanh, nhấn mạnh các vấn đề mà nó đề cập.

##### Phim gia đình
Nếu như loại phá án là cương thì đây chính là nhu. Nội dung có thể rất bình thường là câu chuyện của một gia đình như bao gia đình khác trong xã hội. Thế nhưng kèm theo đó là những bài học khá sâu sắc về tình cảm gia đình. Những nhân vật được khắc họa một cách rất chân thực rất đời với mọi cung bậc tình cảm khác nhau.
Đây là thể loại mang tính vĩ mô trong việc phân loại các nhà biên kịch. Những bộ phim dạng này kể về câu chuyện trong đó nhiều tuyến nhân vật trung tâm có mối liên hệ mật thiết với nhau. Câu chuyện xoay quanh quỹ đạo về cái cách mà cả gia đình cùng nhau đối mặt với một thử thách khó khăn trọng tâm. Tồn tại 4 tiểu thể loại nằm trong dòng phim gia đình, bao gồm: Gắn kết gia đình, lãnh địa gia tộc, mất mát trong gia đình, và rạn nứt trong gia đình.

#### Chính kịch anh hùng
Chỉ những tác phẩm lấy đề tài đấu tranh chính trị, đấu tranh nhân dân làm nổi bật phẩm chất các nhân vật anh hùng.

#### Phim sự kiện
Sự khác nhau giữa phim sự kiện và phim tài liệu thuần túy là trong phim tài liệu sử dụng người thật để tường thuật và bình luận lịch sử hoặc sự kiện; còn phim sự kiện dùng các diễn viên chuyên nghiệp để đóng các vai trong sự kiện đó, và thường các tình tiết đã được kịch tính hóa đôi chút so với sự thật. Không nên nhầm lẫn giữa Phim sự kiện và Phim tài liệu nhưng có tình tiết hư cấu.

#### Phim tâm lý tình cảm
Chuyên để nâng cao cảm xúc người xem. Với nội dung thường bàn về các vấn đề "khủng hoảng về cảm xúc, tình cảm nam nữ hoặc tình cảm bạn bè rạn nứt, quan hệ gia đình căng thẳng, bi kịch, bệnh tật, rối loạn thần kinh hoặc gặp khó khăn về tâm sinh lý". Giới phê bình thường mô tả về nó như "một thể loại hướng trực tiếp tới khán giả nữ, dùng dàn nhân vật (thường là có một nhân vật nữ trung tâm) khuôn mẫu để tường thuật một câu chuyện lãng mạn rẻ tiền không thực, chứa đầy cảm xúc bi thương hoặc một tình huống nội bộ gia đình theo hướng tiêu cực và sai lầm". Nó còn được gọi là "Women's movies'", "Weepis", "Tearjerkers" hay "Chick flicks". Nếu hướng tới khán giả là nam giới thì loại này còn được gọi là "Guy Cry".